# Вязовка (приток Пензы)
Вязовка — река в России, протекает по Пензенскому району Пензенской области. Левый приток Пензы.

## География
Река берёт начало в одноимённом селе Вязовка. Течёт на юго-восток по открытой местности через населённые пункты Красная Новь, Васильевка, Крутец, Николаевка, Константиновка. Устье реки находится в 30 км от устья реки Пензы по левому берегу. Длина реки составляет 30 км, площадь водосборного бассейна — 282 км². Крупнейший приток — река Панийка.

## Данные водного реестра
По данным государственного водного реестра России относится к Верхневолжскому бассейновому округу, водохозяйственный участок реки — Сура от Сурского гидроузла и до устья реки Алатырь, речной подбассейн реки — Сура. Речной бассейн реки — (Верхняя) Волга до Куйбышевского водохранилища (без бассейна Оки).